# شارع محمد علي (مسرحية)
مسرحية مصرية من أبرز المسرحيات الاستعراضية الكوميدية في فترة التسعينات والتي عرضت في الفترة من 1991 إلى 1995، من إنتاج فرقة الفنانين المتحدين، بطولة فريد شوقي، شريهان، هشام سليم، وحيد سيف، المنتصر بالله، سهير الباروني، عادل هاشم ويوسف عيد.
المسرحية من تأليف بهجت قمر، أشعار بهاء جاهين ومن إخراج محمد عبد العزيز وأخرجها للتليفزيون محمد فاضل (مخرج) .